# Placca delle Caroline

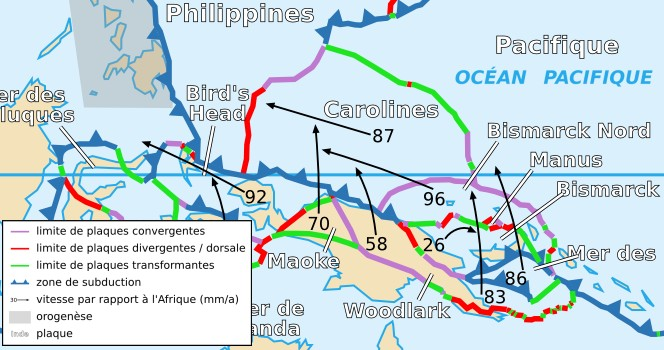
Collocazione della placca delle Caroline.

La placca delle Caroline è una placca tettonica della litosfera terrestre. Ha una superficie di 0,03765 steradianti ed è associata alla placca pacifica. Deriva il suo nome dall'arcipelago delle isole Caroline che si trova a est della placca. 

## Caratteristiche
È situata nella parte occidentale dell'Oceano Pacifico di cui copre una piccola porzione.
La placca delle Caroline è in contatto con la placca delle Filippine, la placca pacifica, la placca del Mare delle Salomone, la placca delle Bismarck Nord, la placca Woodlark e la placca di Bird's Head.
La placca si sposta con una velocità di rotazione di 0,31° per milione di anni secondo un polo euleriano situato a 10°13' di latitudine nord e 45°57' di longitudine ovest.